# Color Classics
Color Classics es una serie estadounidense de 36 cortos animados, producida entre 1934 y 1941 por los Estudios Fleischer y distribuida por Paramount Pictures. Surgió para competir con las Silly Symphonies de Walt Disney. Como su mismo nombre indica, todos los  cortos fueron realizados en color, siendo Poor Cinderella, el primero de la serie, también el primero en color de dichos estudios.

## Historia
El primer corto de la serie fue filmado en color con el proceso de Cinecolor (dos colores). Los siguientes cortos ya fueron hechos con Technicolor, pero también con dos colores. El proceso de tres colores lo tenía en exclusiva para animación los estudios Disney hasta septiembre de 1935. A partir de 1936, todos los cortos de la serie fueron realizados en este sistema, siendo Somewhere in Dreamland el primero de los estudios Fleischer en que se aplicó esta técnica.
Max Fleischer decidió usar en estos cortos una técnica inventada por él, llamada proceso estereóptico, que daba apariencia tridimensional a las imágenes. Se trataba de usar escenarios 3-D combinados con animación bidimensional en un aparato giratorio de gran tamaño.
Para el estreno de la serie se eligió un corto protagonizado por la estrella de los estudios, Betty Boop. Dicho corto, Poor Cinderella, una recreación del clásico cuento de Cenicienta, fue el primero en color de los estudios. También aparece en otro de los episodios (Christmas Comes but Once a Year), Grampy, personaje de la serie de Betty Boop.
Dos de los cortos, Educated Fish y Hunky and Spunky, fueron nominados para los Premios de la Academia, pero perdieron ante dos nominaciones de los rivales estudios Disney. Además, el segundo de esos cortos marcó el inicio de una subserie, con seis episodios más, donde repetirían los dos personajes principales: Hunky, una burra liberada, y su hijo Spunky.

## Filmografía
| Título                          | Fecha de estreno         |
| ------------------------------- | ------------------------ |
| Poor Cinderella                 | 3 de agosto de 1934      |
| Little Dutch Mill               | 26 de octubre de 1934    |
| An Elephant Never Forgets       | 9 de noviembre de 1934   |
| The Song of the Birds           | 1 de marzo de 1935       |
| The Kids in the Shoe            | 19 de mayo de 1935       |
| Dancing on the Moon             | 12 de julio de 1935      |
| Time for Love                   | 6 de septiembre de 1935  |
| Musical Memories                | 8 de noviembre de 1935   |
| Somewhere in Dreamland          | 17 de enero de 1936      |
| The Little Stranger             | 13 de marzo de 1936      |
| The Cobweb Hotel                | 15 de mayo de 1936       |
| Greedy Humpty Dumpty            | 10 de julio de 1936      |
| Hawaiian Birds                  | 28 de agosto de 1936     |
| Play Safe                       | 16 de octubre de 1936    |
| Christmas Comes But Once a Year | 4 de diciembre de 1936   |
| Bunny Mooning                   | 12 de febrero de 1937    |
| Chicken a LA King               | 16 de abril de 1937      |
| A Car-Tune Portrait             | 26 de junio de 1937      |
| Peeping Pinguins                | 26 de agosto de 1937     |
| Educated Fish                   | 29 de octubre de 1937    |
| Little Lamby                    | 12 de noviembre de 1937  |
| The Tears of an Onion           | 26 de febrero de 1938    |
| Hold It!                        | 29 de abril de 1938      |
| Hunky and Spunky                | 24 de junio de 1938      |
| All's Fair at the Fair          | 26 de agosto de 1938     |
| The Playful Polar Bears         | 28 de octubre de 1938    |
| Always Kickin'                  | 29 de enero de 1939      |
| Small Fry                       | 21 de abril de 1939      |
| The Barnyard Brat               | 30 de junio de 1939      |
| The Fresh Vegetable Mistery     | 29 de septiembre de 1939 |
| Little Lambkins                 | 2 de febrero de 1940     |
| Ants in the Plants              | 15 de marzo de 1940      |
| A Kick in Time                  | 17 de mayo de 1940       |
| Snubbed by a Snob               | 19 de julio de 1940      |
| You Can't Shoe a Horse Fly      | 23 de agosto de 1940     |
| Vitamin Hay                     | 22 de agosto de 1941     |